# Episiphon filum
Episiphon filum é uma espécie de molusco pertencente à família Gadilinidae.
A autoridade científica da espécie é G. B. Sowerby II, tendo sido descrita no ano de 1860.
Trata-se de uma espécie presente no território português, incluindo a zona económica exclusiva.